# Menhirs de Roumaldis
Les menhirs de Roumaldis sont deux menhirs situés sur le causse de Sauveterre, sur le territoire de la commune de Chanac, dans le département de la Lozère en France.

## Description
Les deux menhirs sont en calcaire. Le plus grand mesure 3,50 m de hauteur, le second a été brisé, la partie manquante pourrait correspondre à un bloc gisant au sol à proximité.